# Hans-Krister Andersson
Hans-Krister Andersson är född 16 mars 1955  i Borås och var medgrundare till NetOnNet och sedan år 2000 dess produktchef. Hans-Krister är ogift. Under februari 2011 sålde han sin andel på 10,4% i NetOnNet efter ett uppköpserbjudande från investföretaget Waldir som ägs av Sibasfären.